# Плімут (Массачусетс)
Плімут (англ. Plymouth) — місто (англ. town) в США, в окрузі Плімут штату Массачусетс. Населення — 61 217 осіб (2020). Поряд із Броктоном є одним з двох адміністративних центрів округу. Площа муніципалітету Плімута — найбільша у штаті.

## Історія
Місто засновано 1620 року на березі затоки Кейп-Код. Це найстаріше європейське поселення в Новій Англії та одне з найстаріших у США. Тривалий час місто було центром однойменної колонії. Згодом воно стало частиною Массачусетса, одного з перших 13-ти штатів США. Пізніше Плімут перетворився на звичайне американське містечко. Однак, з 1970-их його населення зросло більше, ніж у три рази, якщо у 1970 році в Плімуті проживало 18615 чоловік, то у 2000 — вже 51701. До 2008 року кількість жителів сягнула 58379 чоловік. З жителів міста 94,82 % — білі, 36,0 % — молодші за 18 років, 11,2 % — старші за 65 років. 5,4 % плімутців проживають за межею бідності.

## Клімат
Клімат у місті континентальний, пом'якшений Атлантичним океаном. Температура зимових місяців −2,5…−3 °C, літніх — +19…+21 °C.
| Клімат : Плімут         | Клімат : Плімут | Клімат : Плімут | Клімат : Плімут | Клімат : Плімут | Клімат : Плімут | Клімат : Плімут | Клімат : Плімут | Клімат : Плімут | Клімат : Плімут | Клімат : Плімут | Клімат : Плімут | Клімат : Плімут | Клімат : Плімут |
| Показник                | Січ.            | Лют.            | Бер.            | Квіт.           | Трав.           | Черв.           | Лип.            | Серп.           | Вер.            | Жовт.           | Лист.           | Груд.           | Рік             |
| Абсолютний максимум, °C | 21,1            | 21,7            | 30,6            | 34,4            | 35,0            | 38,9            | 38,9            | 38,9            | 37,8            | 31,1            | 27,8            | 25,0            | 38,9            |
| Середній максимум, °C   | 3,4             | 3,8             | 7,8             | 13,3            | 19,1            | 24,2            | 27,0            | 25,9            | 22,2            | 17,1            | 11,3            | 5,4             | 15,1            |
| Середня температура, °C | −1,6            | −1,3            | 2,8             | 7,9             | 13,4            | 18,6            | 21,7            | 20,9            | 17,1            | 11,7            | 6,4             | 0,6             | 9,8             |
| Середній мінімум, °C    | −6,6            | −6,5            | −2,3            | 2,5             | 7,7             | 13,0            | 16,4            | 15,8            | 11,9            | 6,4             | 1,4             | −4,2            | 4,6             |
| Абсолютний мінімум, °C  | −28,3           | −26,1           | −20,6           | −10,6           | −3,9            | 0,6             | 5,6             | 4,4             | 0,0             | −8,3            | −16,1           | −25,6           | −28,3           |
| Норма опадів, мм        | 104             | 99              | 117             | 109             | 91              | 86              | 81              | 97              | 99              | 99              | 112             | 109             | 1204            |
| Днів з опадами          | 10              | 9               | 10              | 10              | 10              | 9               | 9               | 9               | 8               | 8               | 9               | 10              | 111             |
| ----------------------- | --------------- | --------------- | --------------- | --------------- | --------------- | --------------- | --------------- | --------------- | --------------- | --------------- | --------------- | --------------- | --------------- |
| Джерело: Weatherbase,   |                 |                 |                 |                 |                 |                 |                 |                 |                 |                 |                 |                 |                 |

## Демографія
Згідно з переписом 2010 року, у місті мешкало 56 468 осіб у 21 269 домогосподарствах у складі 14 742 родин. Було 24800 помешкань
Расовий склад населення:
| - 93,8 % — білих - 2,0 % — чорних або афроамериканців - 0,9 % — азійців - 0,3 % — корінних американців - 1,1 % — осіб інших рас |

До двох чи більше рас належало 1,7 %. Частка іспаномовних становила 1,8 % від усіх жителів.
За віковим діапазоном населення розподілялося таким чином: 22,1 % — особи молодші 18 років, 63,8 % — особи у віці 18—64 років, 14,1 % — особи у віці 65 років та старші. Медіана віку мешканця становила 41,4 року. На 100 осіб жіночої статі у місті припадало 97,7 чоловіків; на 100 жінок у віці від 18 років та старших — 96,2 чоловіків також старших 18 років.
Середній дохід на одне домашнє господарство становив 104 522 долари США (медіана — 83 746), а середній дохід на одну сім'ю — 117 650 доларів (медіана — 100 295). Медіана доходів становила 70 052 долари для чоловіків та 50 829 доларів для жінок. За межею бідності перебувало 6,4 % осіб, у тому числі 9,0 % дітей у віці до 18 років та 4,8 % осіб у віці 65 років та старших.
Цивільне працевлаштоване населення становило 30 470 осіб. Основні галузі зайнятості: освіта, охорона здоров'я та соціальна допомога — 24,7 %, мистецтво, розваги та відпочинок — 12,2 %, роздрібна торгівля — 11,9 %.

## Економіка
Основу економіки міста складає туризм. Поряд із містом розташовано аеропорт, що з 1931 року здійснює рейси місцевого значення.
Плімут є побратимом однойменного міста в Англії, на честь якого й отримав свою назву. Також є угода про співробітництво з японським містом Сітіґахама.

## Пам'ятки
Для численних туристів Плімут — перше поселення Нової Англії. З цим пов'язані й численні музеї міста, що у різних ракурсах демонструють історію перших поселень. Це — класичні музеї, що надають відвідувачам максимально значиму інформацію про події початку 17-го століття у Новій Англії, а також «музеї просто неба». До останніх належить відомий проект «Плімут Плантейшн» (англ. Plimoth Plantation, досл. «Плімутське колоніальне поселення») — історико-етнографічний комплекс, що включає до свого складу, окрім стаціонарної експозиції, два відтворені поселення: поселення колоністів XVII століття й поселення індійців тих самих часів. Замість екскурсоводів у цих музеях просто неба працюють люди, одягнуті відповідно до моди відповідної доби. Вони нібито складають населення сіл. Займаючись «повсякденними справами», які становили основу побуту індійців чи колоністів, вони готові відповісти на будь-які питання туристів.
В рамках того самого проекту з 1957 року для туристів відкрито доступ на повномасштабну копію корабля Мейфлавер — Мейфлавер II, на якому прибули перші колоністи. Корабель пришвартовано у Плімутській бухті.
Традиційною пам'яткою є і так звана Плімутська скеля — камінь, який за легендою є часткою суші, на яку вперше стали поселенці.
Неподалік від Плімутської скелі знаходиться пам'ятник першим поселенцям, що йменується Національним монументом Батькам-засновникам

## Галерея

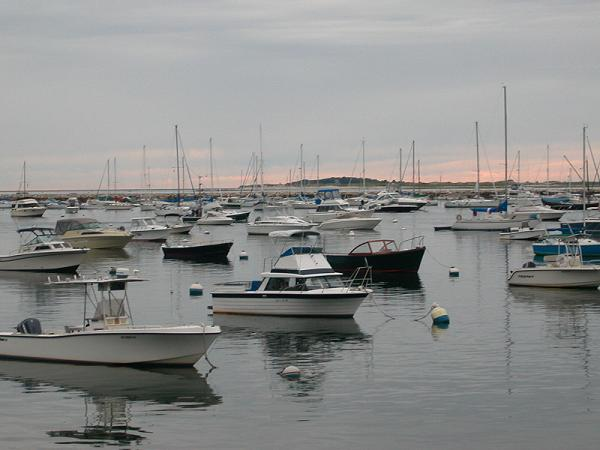
Плімутська бухта
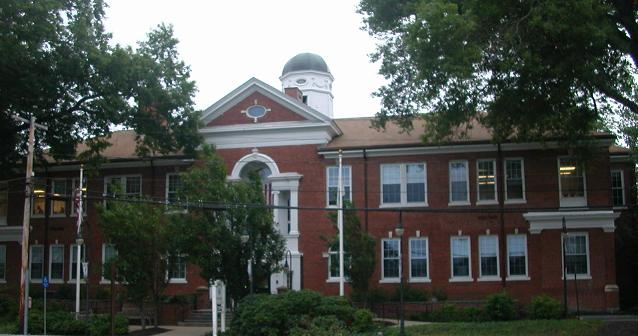
Присутні місця
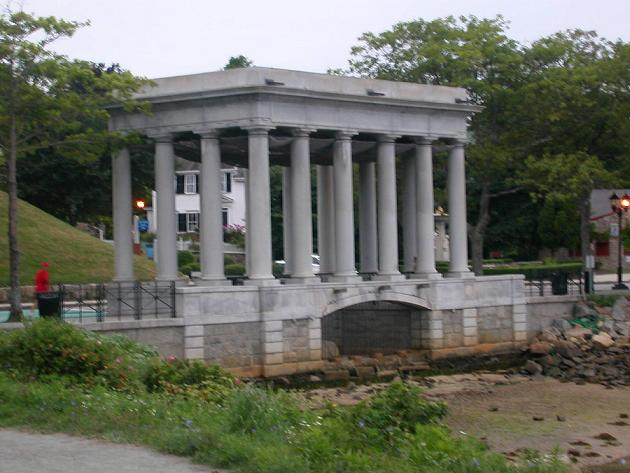
Меморіал «Плімутська скеля»
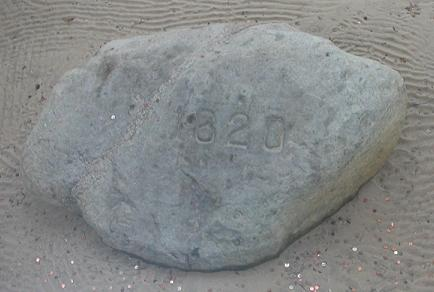
Плімутський камінь
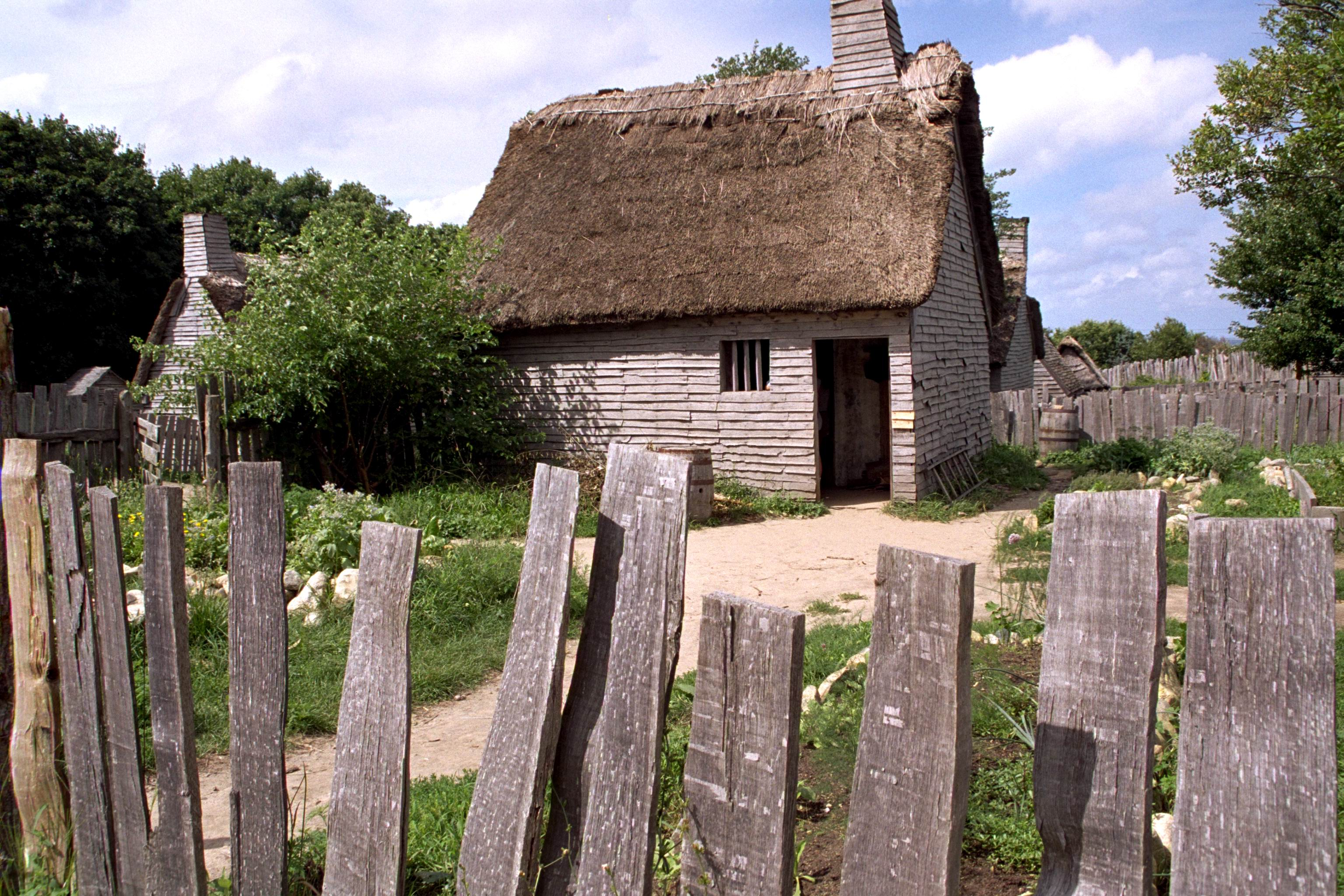
Плімут Плантейшен – поселення колоністів
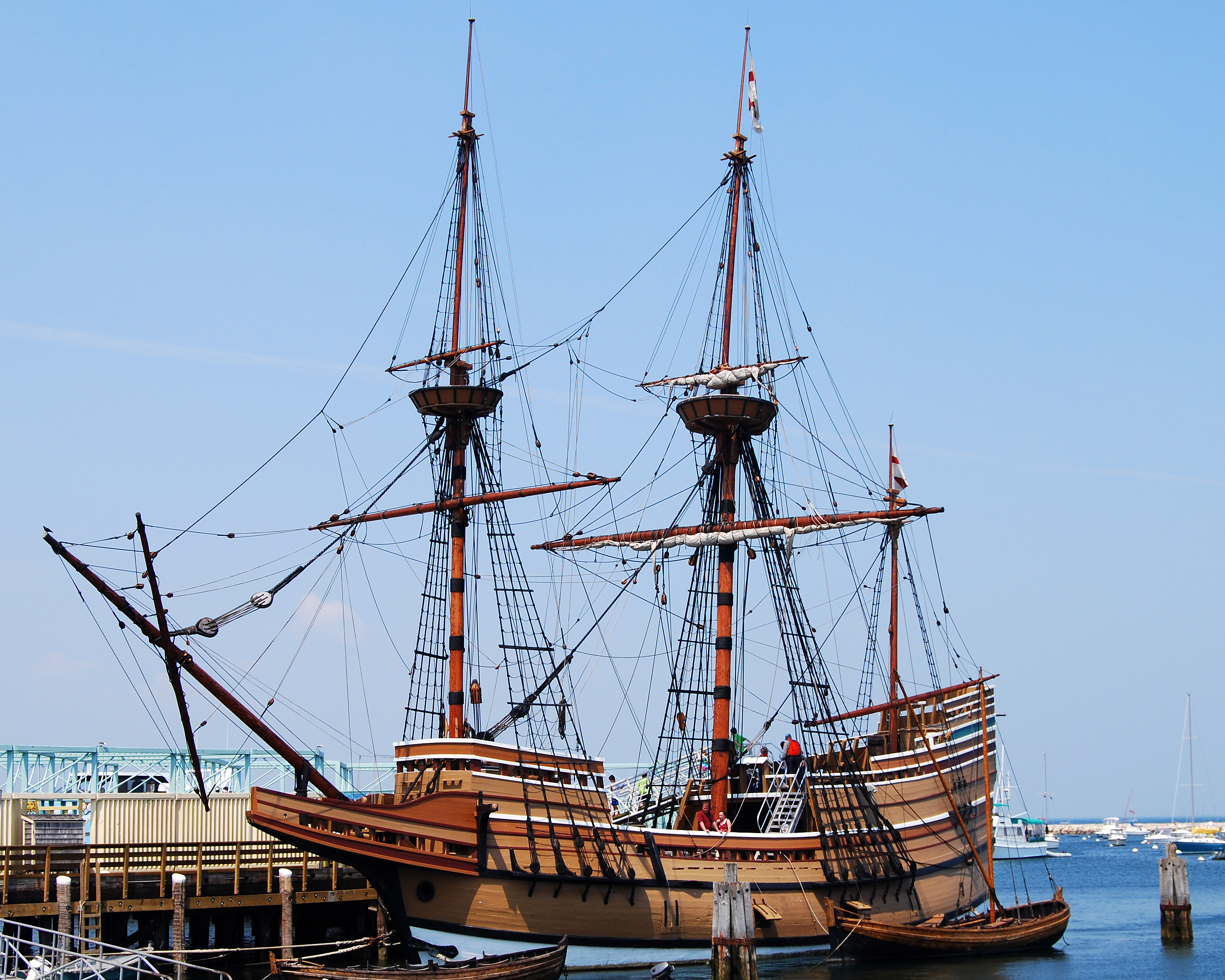
Мейфлавер II

## Видатні жителі
- Девід Фаррелл — гітарист гурту Linkin Park